# Poison (Rita Ora)
Poison is een nummer van de Britse zangeres Rita Ora uit 2015.
"Poison" is mede geschreven door de zangeressen Kate Nash en Julia Michaels. Volgens Ora gaat het nummer over een ongezonde relatie, en over haar eigen gebrek aan succes bij het andere geslacht.. Het nummer leverde Ora een grote hit op in het Verenigd Koninkrijk, waar het de 3e positie bereikte. In Nederland deed het nummer niets in de hitlijsten, terwijl het in Vlaanderen op de 45e positie in de Tipparade terechtkwam.